# أليسون كولب
أليسون كولب (بالإنجليزية: Allison Kolb)‏ هو محامي أمريكي، ولد في 1 نوفمبر 1915 في كولفاكس في الولايات المتحدة، وتوفي في 23 ديسمبر 1973 في باتون روج في الولايات المتحدة.